# Carnaval de Jerez
El Carnaval de Jerez es un carnaval de antigua tradición que se celebra en Jerez de la Frontera (Andalucía, España). Su carácter festivo, andaluz y sus referencias vitivinícolas lo dotan de una identidad propia.

## Origen
Se desconoce el origen exacto de estas fiestas, si bien se conocen documentos de finales del siglo XVI haciendo referencia a estas fiestas, Otros tantos documentos atestiguan su carácter festivo, popular y animado durante el siglo XVIII y XIX, cuando se denominaba  'Carnestolendas'
Destacaban como actividades principales bailes de máscaras, fiesta en las calles y corridas de toros.
Los escenarios habituales eran la Calle Larga y aledaños, la Alameda Cristina, la Alameda Vieja, Plaza del Mercado, Plaza del Arenal, Plaza de las Angustias además de instituciones como el Casino Jerezano y otras salas.

## En elsigloXX
Se mantuvo la animación en el primer cuarto de siglo, sobre todo con los bailes de máscaras, los concursos de disfraces, la exposición de carros y demás celebraciones populares, el Carnaval decayó a partir de 1930, tanto por matices políticos como continuos sucesos luctuosos que sucedían durante los días de Carnaval. 

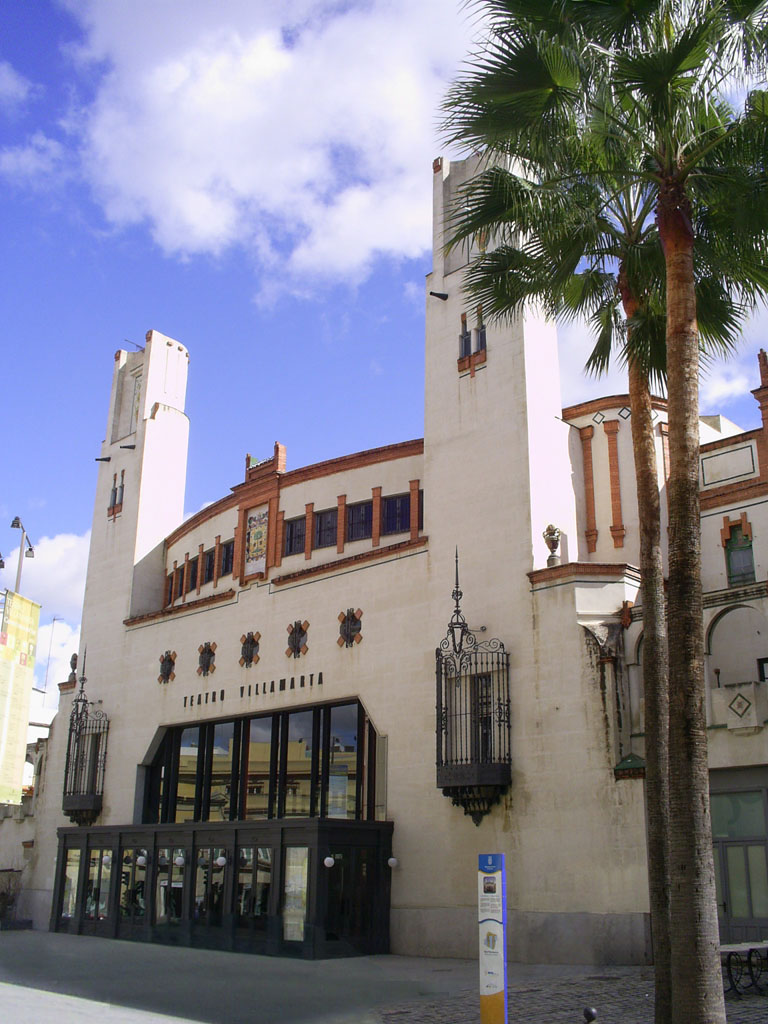
Teatro Villamarta, donde se realiza el pregón

## Resurgimiento
La dictadura franquista trajo la prohibición del Carnaval. 
A comienzo de la década de los 80 volvió a surgir, principalmente a través de comparsas y pasacalles.
En 1985 salió el primer cartel del Carnaval de Jerez en democracia, retomando la tradicional cabalgata.

## Principales actividades

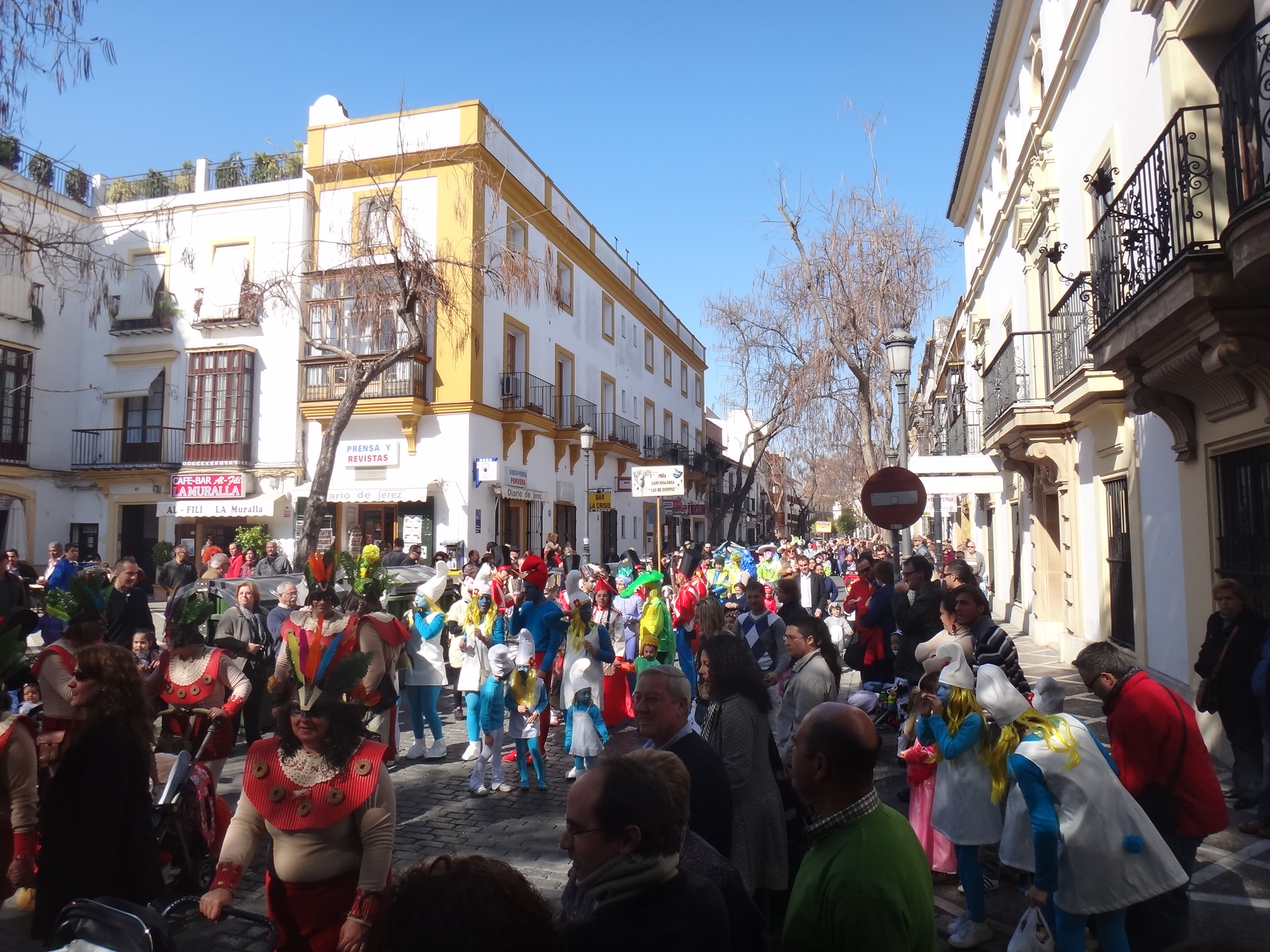
Pasacalles del carnaval

Actualmente, las principales actividades que se desarrollan durante el Carnaval son:
- Pregón de comienzo del carnaval en el Teatro Villamarta.
- Pregón de final del Carnaval del Dios Baco
- Gran Pasacalle y Cabalgata del Carnaval de Jerez.
- Concurso de chirigotas.
- Conferencia-concierto Carnaval y flamenco.
- Certamen de Cuplés Selu dormido.
- Pasacalles infantil.
- Agrupaciones callejeras por el centro de la ciudad.
- Actuaciones.